# K 1820
K 1820 war ein Arbeitsplatzrechner (Workstation). Seine genauere Bezeichnung lautete RVS (Rechnersystem mit virtuellem Speicher) K 1820 und seine Chiffre im System der Kleinrechner (SKR) der früheren Länder des RGW (Comecon) war CM 1720. Er wurde ab Oktober 1988 in der DDR vom VEB Robotron-Elektronik Dresden in Dresden entwickelt und sollte im Januar 1991 in die Serienproduktion gehen.

## Entwicklungsgeschichte

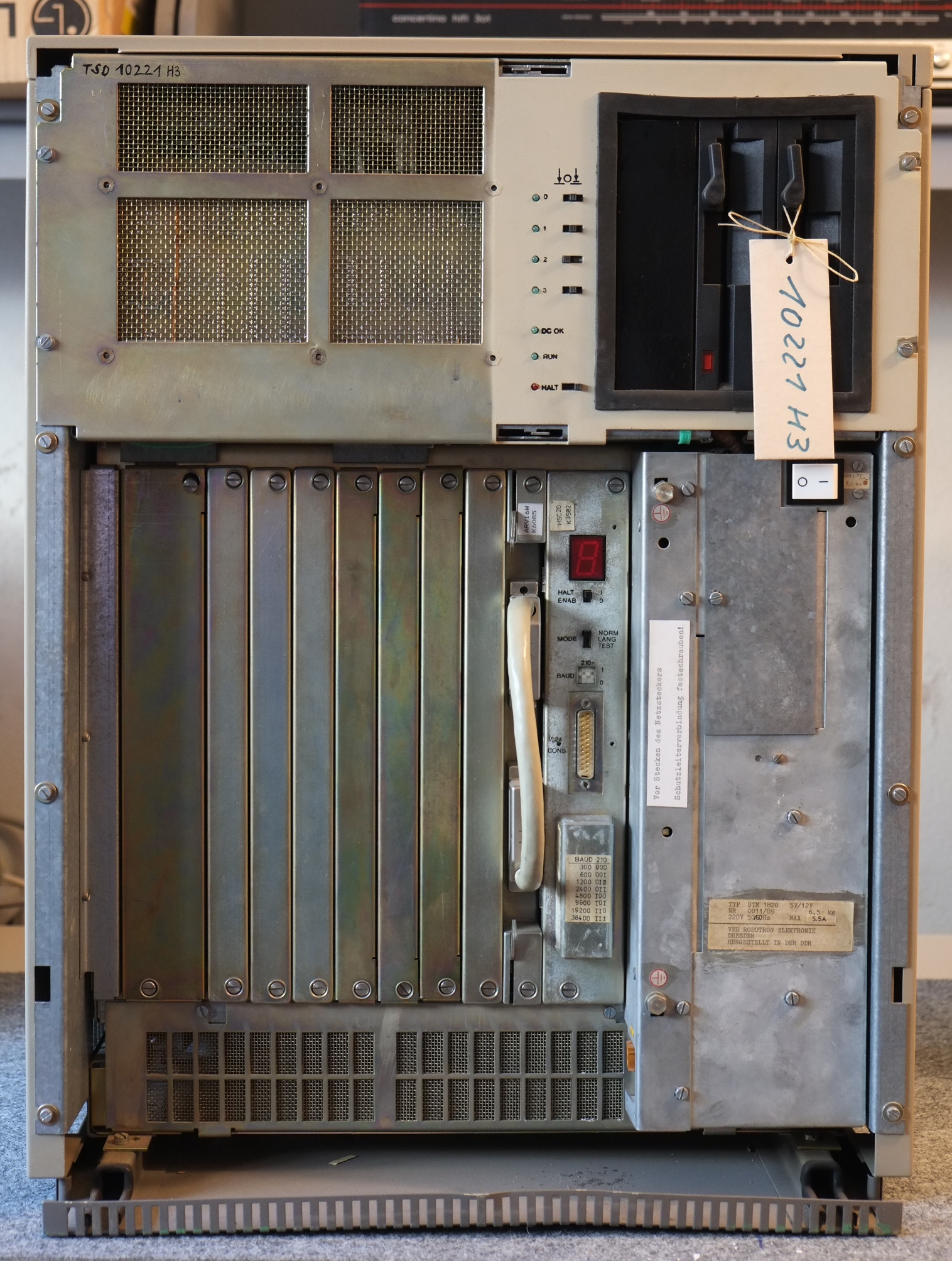
K1822 mit abgenommener Frontabdeckung

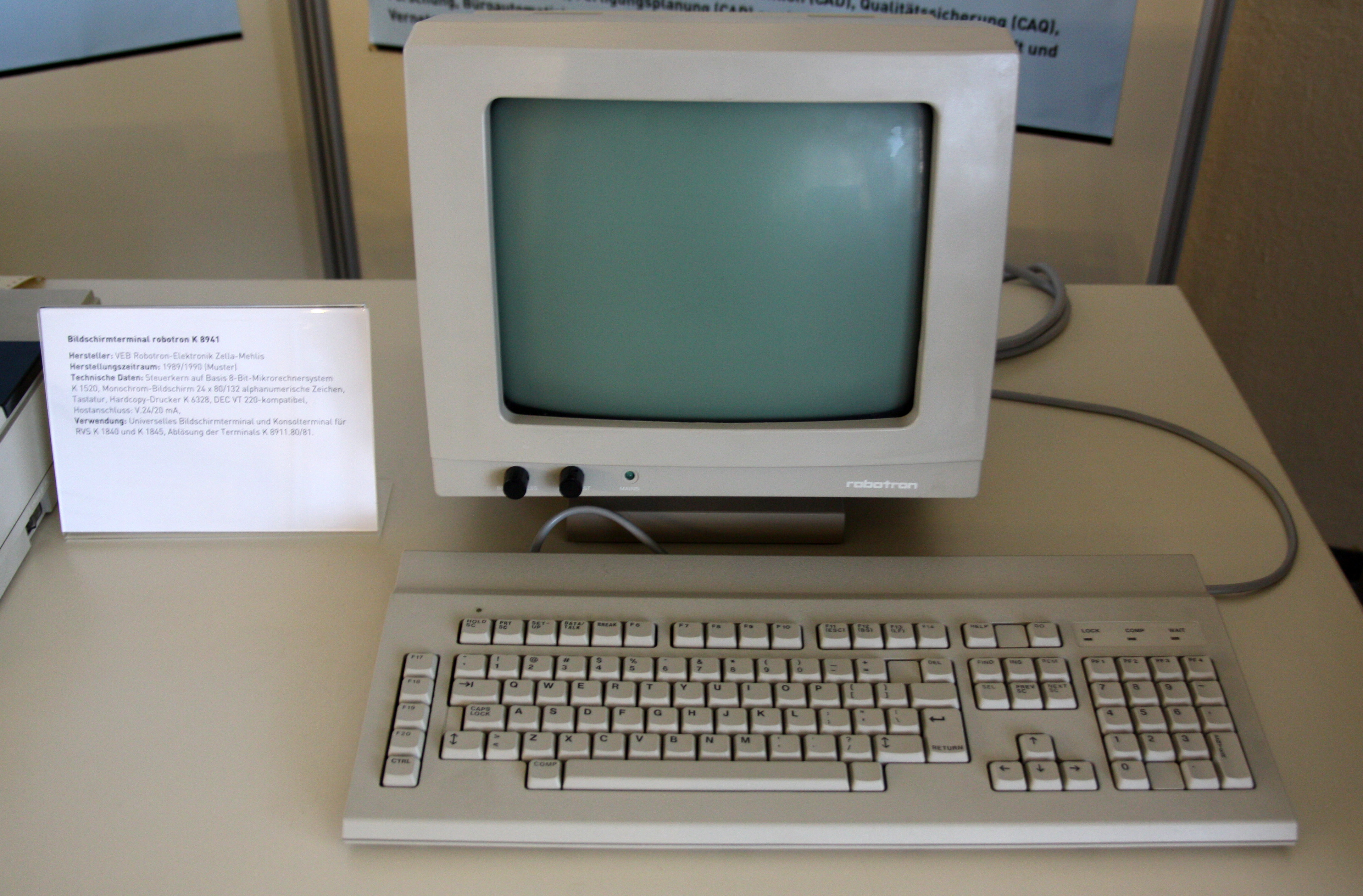
VT220-kompatibles Terminal K 8941 in den Technischen Sammlungen Dresden

Der K 1820 war ein Nachbau der MicroVAX II der Firma Digital Equipment Corporation (DEC). Der Import westlicher 32-Bit-Computer in das Gebiet des RGW wurde durch das CoCom-Technologieembargo behindert. Außerdem war die CPU der MicroVAX II der erste Mikroprozessor der durch den Semiconductor Chip Protection Act von 1984 geschützt wurde. Deshalb musste zur damaligen Zeit eine Eigenentwicklung zur Deckung des Bedarfes an moderner, auf einer 32-Bit-Architektur basierender CAD-Rechentechnik erfolgen. Nachbauten der MicroVAX II sind ebenfalls aus Ungarn (MicroSTAR 32 oder TPA-11/510) und der Sowjetunion (СМ 1702) bekannt.
Der K 1820 erweiterte die Reihe der DEC-VAX-kompatiblen Rechnerlinie im SKR, wobei die Modelle des K 1820 etwa 90 % der Leistung des K 1840 (RVS K 1840, kompatibel zur DEC-VAX 11/780) von Robotron erreichten. Der K 1820 war als leistungsfähiger CAD-Arbeitsplatzrechner beim Schaltkreis- und Leiterplattenentwurf sowie für die Konstruktion mechanischer Komponenten vorgesehen. Weiterhin sollte er als CAM-Rechner in der Fertigungsplanung und -steuerung und in der Büroautomatisierung eingesetzt werden. Der K 1820 war voll softwarekompatibel zum K 1840, so dass bereits entwickelte System- und Anwendersoftware genutzt werden konnte.
Der K 1820 sollte ab 1991 mit einer jährlichen Stückzahl von bis zu 10.000 Geräten in der Version K 1821/1822 (Workstation) sowie mit bis zu 1.500 Stück/Jahr in der Version K 1823 (Prozessrechner, Abteilungsserver) bis 1995 produziert werden. Der Industrieabgabepreis für eine K 1822 wurde mit etwa 125.000 Mark kalkuliert. Für die Entwicklung des K 1820 wurde ein Aufwand von 36,4 Mio M und für deren Überleitung in die Produktion 16,5 Mio M veranschlagt.
Der K 1820 basiert auf dem VLSI U80700-Mikroprozessorsystem, dessen 32-Bit-CPU U80701 nach dem Vorbild der MicroVAX CPU MicroVAX 78032 entwickelt wurde. Neben der CPU mussten eine Reihe von Schaltkreisen entsprechend den Vorbildern von DEC entworfen werden. Die Schaltkreisentwicklung erfolgte bis zum Funktionsmuster teilweise bei Robotron-Elektronik Dresden selbst unter Federführung des VEB Mikroelektronik „Karl-Marx“ Erfurt und in Zusammenarbeit mit den Kooperationspartnern Carl-Zeiss Jena (Zentrum Mikroelektronik Dresden) und dem Zentralinstitut für Kybernetik und Informationsprozesse Berlin der Akademie der Wissenschaften der DDR. Das Leiterplattendesign und Konstruktion folgten eigenen Entwürfen. Es bestand funktionelle und Steckkompatibilität zum Q22-Bus von DEC.
Zum Betrieb des K 1820 war ein VT220-kompatibles Terminal K 8941 entwickelt worden. Für den Einsatz der K 1822 als CAD-Workstation wurde auf Basis des EC 1834.01 ein interaktives grafisches Terminal K 8919.11 mit einer maximalen Bildschirmauflösung von 1280 × 1080 Pixeln bereitgestellt.
Ab 1995 sollte ein Nachfolgemodell K 1830 (entsprechend MicroVAX III) auf Basis des Mikroprozessorsystem U80900 (Vorbild CVAX 78034) den K 1820 ablösen.
Vom K 1820 wurden bis März 1990 etwa zehn Funktionsmuster gebaut. Mitte 1990 wurde die Entwicklung abgebrochen, da eine wirtschaftliche Herstellung unter marktwirtschaftlichen Rahmenbedingungen nach der Währungs-, Wirtschafts- und Sozialunion und dem damit verbundenen Wegbrechen traditioneller Märkte in der Sowjetunion und in Osteuropa nicht mehr gegeben war.
Ein Funktionsmuster des K 1822 befindet sich in der Dauerausstellung „Büro- und Rechentechnik“ der Technischen Sammlungen Dresden.

## Hardware

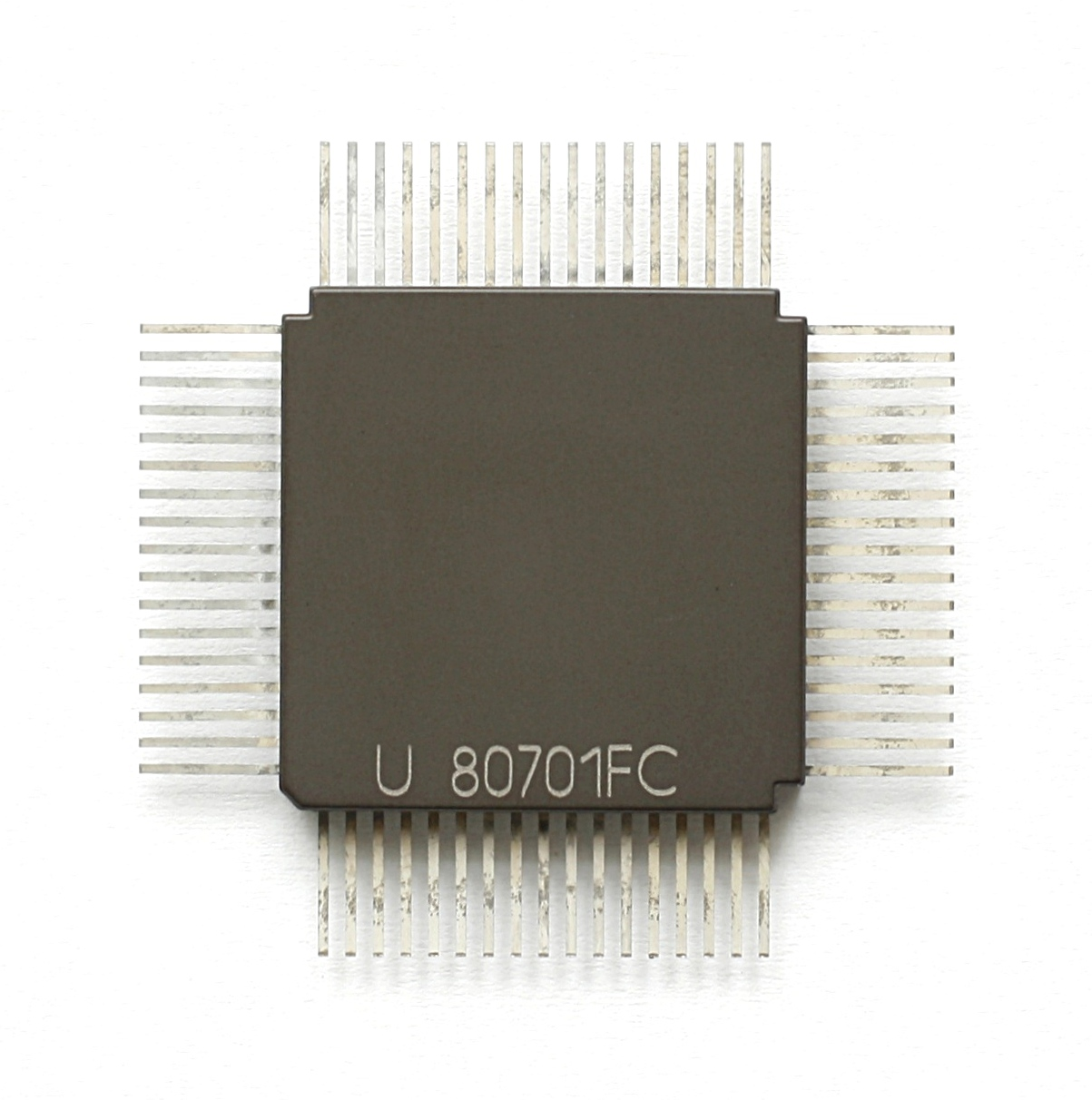
U80701FC im CQFP-Gehäuse.

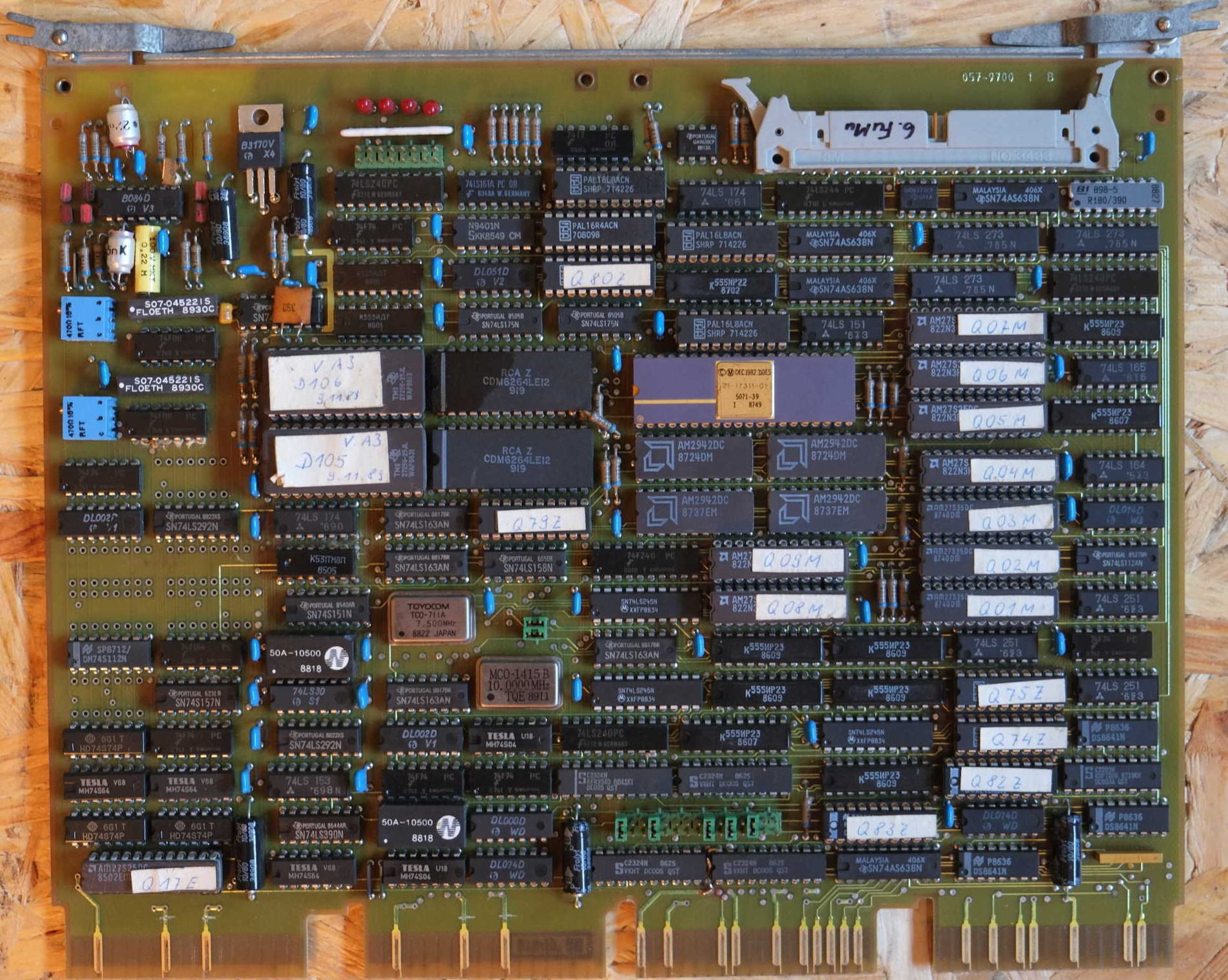
Externspeicherkontroller

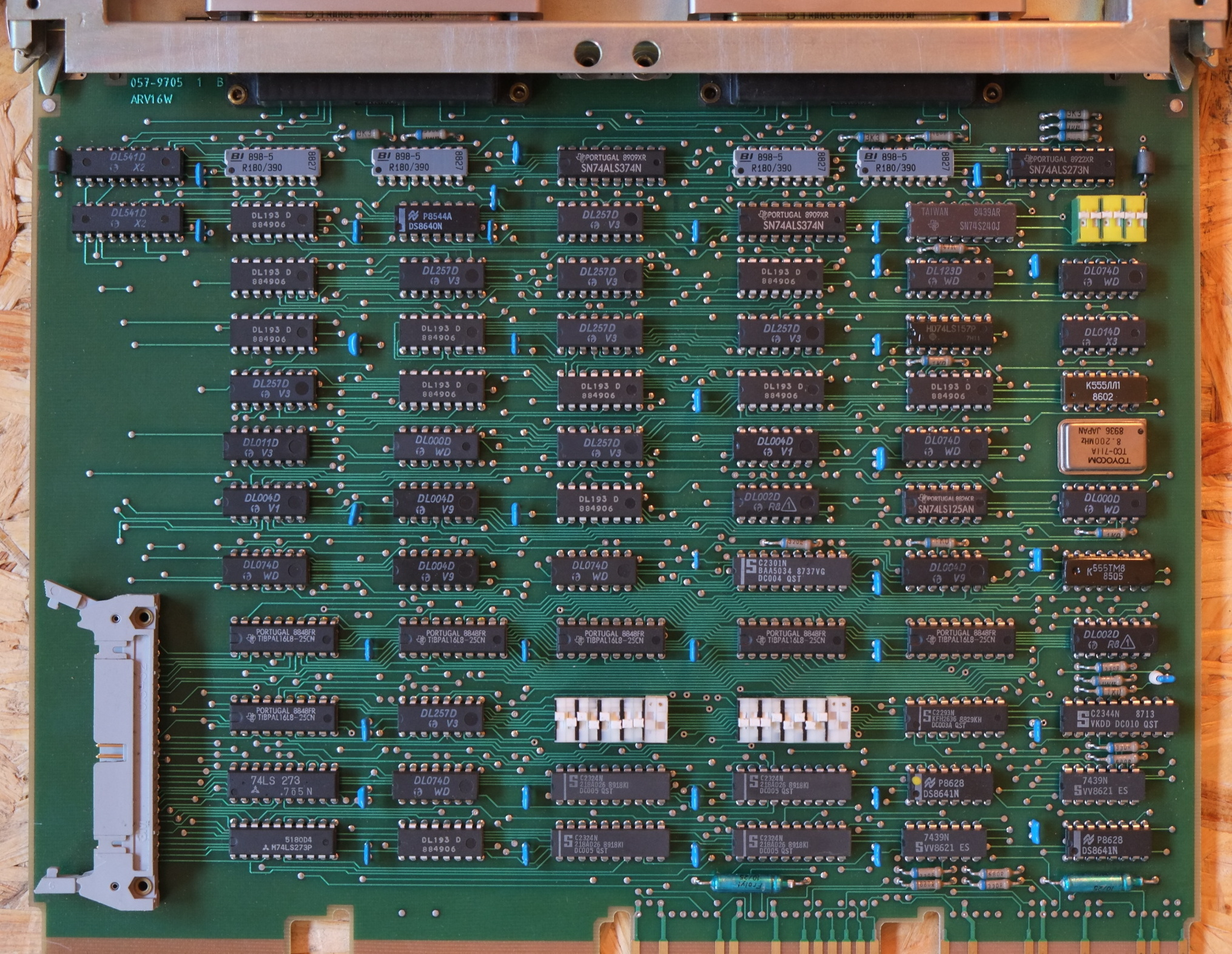
DMA-Kontroller

Der K 1820 wurde in drei Grundvarianten ausgeführt:
- K 1821 – OEM-Version als 19″-Einschub mit Frontblende zum Einbau in 19″-Schrank
- K 1822 – Einzelgerät als Beistellung zum Arbeitsplatz, ausgeführt mit feststehendem Sockel oder mit Fahrgestell mit den Abmessungen (Höhe × Breite × Tiefe) 650 × 490 × 367 mm und einer Masse von etwa 65 kg
- K 1823 – Schrankausführung mit erweiterter Speicherperipherie bzw. E/A-Hardware, z. B. Server für ein geplantes Betriebsdatenerfassungssystem BDS oder als Prozessrechner

Alle Varianten hatten als Basis den 19″-Einschub KBE1, der max. 12 Logikmodule (als Steckeinheiten mit direktem Steckverbinder), die Frontbaugruppe, die Rückverdrahtungsbaugruppe, das Stromversorgungsmodul sowie bis zu acht 5,25″-Laufwerke aufnehmen konnte.
Der KBE1 konnte mit folgenden Logikmodulen bestückt werden:

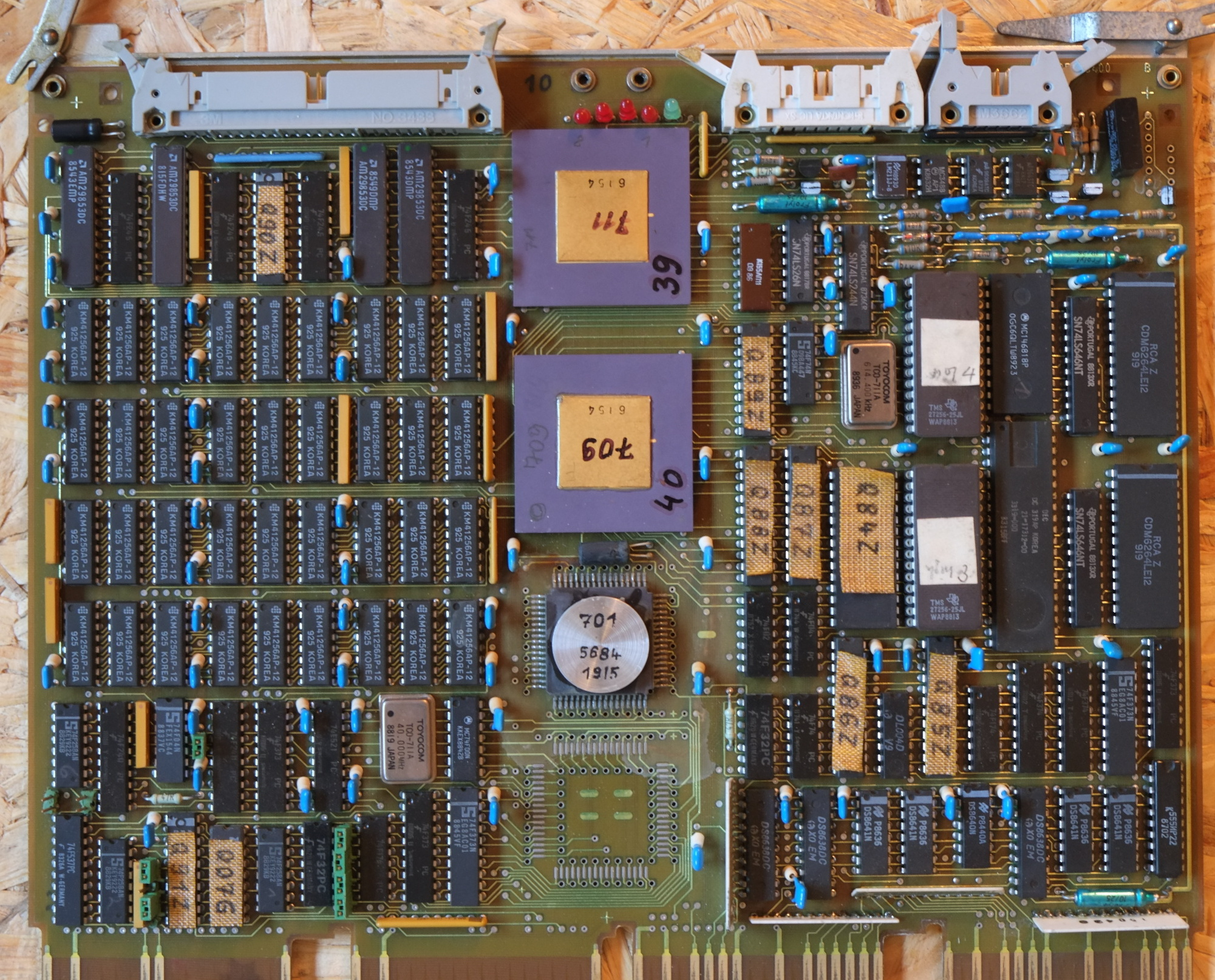
ZVE-Platine

- Zentrale Verarbeitungseinheit ZVE KAC20 mit folgenden Hauptbestandteilen:
  - eine Verarbeitungseinheit; im Wesentlichen bestehend aus dem 32-bit-Mikroprozessor (CPU) U80701 und dem 32-bit-Gleitkommaprozessor (FPU) U80703
  - eine CPU-Interfacesteuerung auf der Basis des CPU-Interface-Gate-Array (CIGA) U80709
  - eine KBUS (entspricht Q-Bus von DEC)-Interfacesteuerung auf der Basis des Bus-Interface-Gate-Array (BIGA) U80711
  - ein lokales Speichersubsystem mit maximal 16 MByte Speicherkapazität, davon 1 MByte direkt auf ZVE-Modul realisiert,
  - eine KBUS-Mapeinrichtung, als Bestandteil des Speichersubsystems, für die Zuordnung von Adressen des KBUS-Adreßraumes zu lokalen Speicheradressen
  - ein lokales E/A-Subsystem inkl. Echtzeituhr (MC146816) mit Batteriepufferung
  - ein Konsolesubsystem einschließlich V.24-Schnittstelle (DIGITAL Link asynchronous receiver/transmitter DLART[6] U80707), das die Steuerung des Rechnersystems bei jedem Halt-Zustand übernimmt, die Bedienung ermöglicht und eine Selbstdiagnose realisiert
  - eine Taktversorgung auf der Basis von drei Oszillator-Schaltkreisen zur Bereitstellung der systembestimmenden Takte:
    - 40 MHz Systemtakt für CPU und FPU, der prozessorintern auf reale 5 MHz (CPU-Mikrozyklus: 200 ns) herabgesetzt wurde
    - 32,768 kHz für Uhr und Interfacetakt
    - Intervallzeitgebertakt von 614,4 kHz

  - ein zentrales Steuerwerk auf der Basis von programmierbaren Logiksequenzern (PLS 82S167A oder 82105A) und programmierbaren Logik-Arrays (PLA 16L8A)

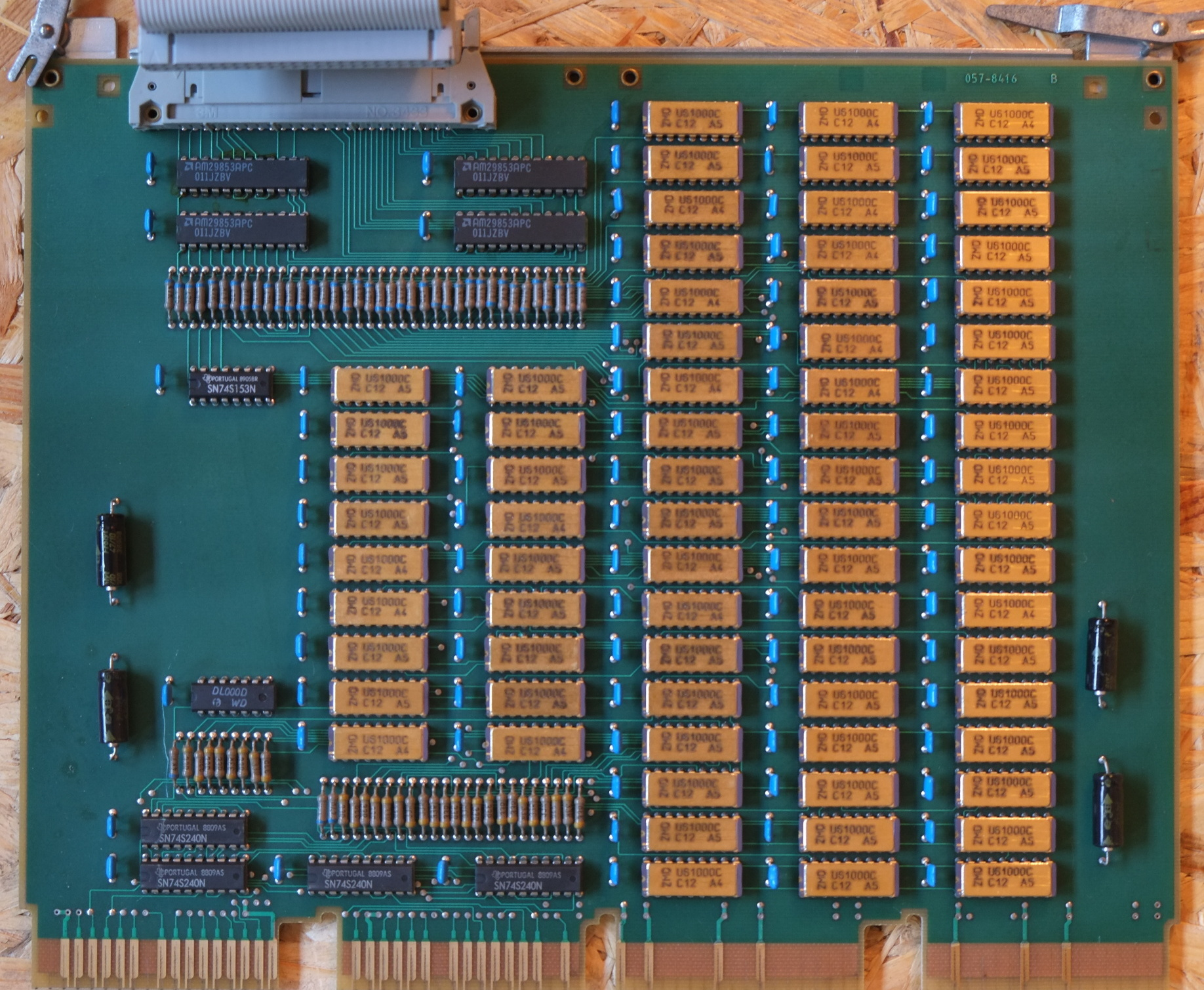
Speichermodul

- Speichermodul MSC20

Der Modul MSC20 hat eine Speicherkapazität von 8 MByte, realisiert mit 1-MBit DRAM-Schaltkreisen U61000 vom Zentrum Mikroelektronik Dresden (ZMD) des Kombinats Carl Zeiss Jena. In einem Rechner K 1820 können 1 oder 2 Module installiert werden. Der Datenaustausch zwischen KAC20 und MSC20 erfolgt über spezielle Steckverbindungen.
- Externspeicherkontroller PKDX2

Der intelligente Externspeicherkontroller PKDX2 dient dem Anschluss von 5,25"-Disketten- und Festplattenspeicherlaufwerken. Das Interface ist kompatibel zum Seagate-Interface ST506/412 mit 5 Mbit/s Transferrate. Der PKDX2 wird durch einen Mikroprozessor (DC 310) gesteuert. Der Datenaustausch zwischen Kontroller und Hauptspeicher erfolgt über DMA. Die Kommunikation mit dem Kontroller erfolgt über das MSCP-Protokoll (Mass Storage Control Protocol). Durch die Firmware des Kontrollers werden Festplatten des Typs K 5504.50 (46,77 MByte) sowie Diskettenlaufwerke des Typs K 5601 (einseitig, 80 Spuren, 10 Sektoren. 512 Byte/Sektor) unterstützt. In einem K 1820 können ein bis zwei Module PKDX2 eingebaut werden.
- Lokalnetzkontroller RONAK

Der RONAK realisiert den Anschluss des Rechners an das Lokalnetz ROLANET2. Das ROLANET2 hält sich vollständig an die Ethernet-Spezifikation (Koaxialkabel, Datenrate 10 MBit/s) und damit auch an den internationalen Standard ISO 802/3. In einem K 1820 können bis zu zwei RONAK eingesetzt werden.
- Multiplexer AHV16

Der AHV16 ist ein intelligenter, durch zwei Einchip-Mikroprozessoren gesteuerter Multiplexer. Er realisiert 8 asynchrone Vollduplexkanäle, DMA-gesteuerte oder programmierte Einzelzeichenübertragung beim Senden, FIFO-Puffer (256 Zeichen) für Empfangsdaten, getrennt programmierbare Sende- und Empfangsdatenraten in einem Kanal, Anschlussmöglichkeit von Geräten mit den Interfaces V.24, V.10 oder IFSS durch Verwendung eines entsprechenden Verteilers oder Umsetzers.
- DMA-Kontroller ARV16W

Der ARV16W ist ein universell anwendbares DMA-Interface zur direkten Übertragung von 16-Bit-Datenworten zwischen dem Hauptspeicher und einem Nutzer-E/A-Gerät. Datenausgabe (DATO) und Dateneingabe (DATI) finden nach einer DMA-Anforderung über den KBUS statt, wenn der ARV16W Busmaster ist. Das Interface arbeitet mit unsymmetrischen Signalen mit TTL-Pegel. Mit dem ARV16W sind Burst-Übertragungen (wortweise oder kontinuierlich), Byte-Adressierung und Lese-Modifiziere-Schreibe-Zyklen möglich. Durch Schalter sind die Adresse und der Vektor einstellbar. Der Anschluss des E/A-Gerätes erfolgt über zwei 37-polige D-Subminiaturbuchsen.
- Diagnosemodul DARXAT

- Stromversorgungsmodul STM 1820

Die Stromaufnahme des K 1820 kann bei 220 V Netzspannung maximal 6 A betragen. Das Netzteil stellt die Spannungen 5 V mit max. 66 A sowie 12 V mit max. 17 A bei einer maximalen Leistung von 450 W bereit. Als Bussignale werden DCOK (Gleichspannung o.K.), POK (Netzspannung o.K.) und LTC (50 Hz Impulsspannung) erzeugt. Die drei Lüfter des Rechnergrundgerätes werden vom STM 1820 mit einer von der Umgebungstemperatur abhängigen Lüfterspannung versorgt und auf Mindestdrehzahl überwacht.

## Betriebssysteme/Software
Als Betriebssysteme waren das VMS-kompatible SVP1820, der UNIX-Klon MUTOS1820 sowie das Echtzeitbetriebssystem RVSDES1800 vorgesehen. Für den K 1820 waren Compiler für Programmiersprachen C, Modula-2, Fortran77/88 sowie für COBOL, Common Lisp, Prolog und Ada verfügbar.
Zahlreiche Anwendungsprogramme für den K 1840 sollten auch für den K 1820 verfügbar werden, wie z. B. die CAD-Softwares PROCAD (Vorbild: MEDUSA) und GBS1800 (3D-CAD auf Basis GKS1800) sowie die Datenbanksoftwares DABA32 (Ingres-kompatibel) und ALLDBS (Vorbild: Oracle).

## Nachfolger
Für Workstations/Minicomputer im Leistungsbereich um 3 MIPS sollte basierend auf der Entwicklung des Schaltkreissystems MP 900 (U80900, CMOS, Strukturbreite 1,5 µm, Vorbild CVAX 78034) für das System K 1830 (MicroVAX III) im VEB Robotron-Elektronik Dresden die MicroVAX-Architekturlinie von 32-Bit-Mikrorechnersystemen fortgesetzt werden. Ziel war es sogar, bereits in den ersten Implementierungen die Leistungsparameter der skalierten Version des Prozessors (Strukturbreite 1,0 µm, Vorbild CVAX+, 3-4 MIPS) zu erreichen und für ausgebaute Minicomputer-Varianten (K 1833) das symmetrische Multiprocessing mit 4 Prozessoren (entsprechend VAX 6340) einzuführen, so dass ein Leistungsbereich bis zu 15 MIPS erzielt werden konnte. Die Produktionseinführung des K 1830-Systeme war für 1994/95 vorgesehen.